# بوبر (نهر)
نهر بوبر ((بالبولندية: Bóbr)) (بالتشيكية: Bobr)‏ (بالألمانية: Bober) هو نهر رافد لنهر أودر ينبع من شمالي جمهورية التشيك ويمر في جنوب غرب بولندا إلى أن يلتقي مع نهر أودر في المناطق القريبة من الحدود الألمانية البولندية.

## المجرى
يبلغ طول نهر بوبر 272 كم، 2 كم فقط في منبعه من التشيك، و270 كم الباقية في بولندا، وهو بذلك يكون عاشر أطول نهر في بولندا. تبلغ مساحة الحوض المائي لنهر البوبر 5876 كم2.
ينبع النهر من منحدرات جبال Rýchory في جنوب غرب منطقة كركونوشه الجبلية في التشيك، بالقرب من قرية جاتسلر Žacléř في إقليم هرادتس كراوفه Hradec Králové.
بشكل مواز لنهر نايسه والذي يعد الرافد الغربي لنهر الأودر، فإن نهر بوبر يتجه شمالاً من منطقة بوهيميا إلى منطقة سيليزيا المجاورة.

## اقرأ أيضاً
- قائمة أنهار بولندا